# Воробьёв, Борис Михайлович (токарь)
Борис Михайлович Воробьёв — советский хозяйственный, государственный и политический деятель, Герой Социалистического Труда.

## Биография
Родился в 1921 году в Петрограде.
С 1938 года — на хозяйственной, общественной и политической работе. В 1938—1986 гг. — ученик школы фабрично-заводского ученичества, ученик токаря на Кировском заводе, работник уральского завода, выпускавшего артиллерийские снаряды, в эвакуации, токарь, бригадир бригады токарей Машиностроительного и металлургического Кировского завода Министерства оборонной промышленности СССР, заместитель Председателя Президиума Верховного Совета РСФСР.
Указом Президиума Верховного Совета СССР от 28 июля 1966 года присвоено звание Героя Социалистического Труда с вручением ордена Ленина и золотой медали «Серп и Молот».
Избирался депутатом Верховного Совета РСФСР 8-го, 9-го, 10-го созывов.
Умер в 2008 году в Санкт-Петербурге.